# Mosoreni, Zastavna
Mosoreni, întâlnit și sub forma Mosoriuvca (în ucraineană Мосорівка, transliterat Mosorivka și în germană Massorowka) este o comună în raionul Zastavna, regiunea Cernăuți, Ucraina, formată numai din satul de reședință. Are 311 locuitori, preponderent  ucraineni (ruteni).
Satul este situat la o altitudine de 186 metri, pe malul râului Nistru, în partea de nord-est a raionului Zastavna.

## Istorie
Localitatea Mosoreni a făcut parte încă de la înființare din regiunea istorică Bucovina a Principatului Moldovei. Prima atestare documentară a localității datează din 20 iunie 1642, numindu-se initial Toporucivca.
În ianuarie 1775, ca urmare a atitudinii de neutralitate pe care a avut-o în timpul conflictului militar dintre Turcia și Rusia (1768-1774), Imperiul Habsburgic (Austria de astăzi) a primit o parte din teritoriul Moldovei, teritoriu cunoscut sub denumirea de Bucovina. După anexarea Bucovinei de către Imperiul Habsburgic în anul 1775, localitatea Mosoreni a făcut parte din Ducatul Bucovinei, guvernat de către austrieci, făcând parte din districtul Zastavna (în germană Zastawna). Din 1873, funcționa la Mosoreni o școală cu o clasă.
După Unirea Bucovinei cu România la 28 noiembrie 1918, satul Mosoreni a făcut parte din componența României, în Plasa Nistrului a județului Cernăuți. Pe atunci, majoritatea populației era formată din ucraineni. 
Ca urmare a Pactului Ribbentrop-Molotov (1939), Bucovina de Nord a fost anexată de către URSS la 28 iunie 1940, reintrând în componența României în perioada 1941-1944. Apoi, Bucovina de Nord a fost reocupată de către URSS în anul 1944 și integrată în componența RSS Ucrainene. 
Începând din anul 1991, satul Mosoreni face parte din raionul Zastavna al regiunii Cernăuți din cadrul Ucrainei independente. Conform recensământului din 1989, numărul locuitorilor care s-au declarat români plus moldoveni era de 1 (0+1), reprezentând 0,28% din populație . În prezent, satul are 311 locuitori, preponderent ucraineni.

## Demografie
Componența lingvistică a comunei Mosoreni
     Ucraineană (99,36%)
     Alte limbi (0,64%)
Conform recensământului din 2001, majoritatea populației comunei Mosoreni era vorbitoare de ucraineană (99,36%), existând în minoritate și vorbitori de alte limbi.
1989: 359 (recensământ)
2007: 311 (estimare)

### Recensământul din 1930
Componența etnică a comunei Mosoreni (județul Cernăuți)
     Români (3,13%)
     Ruteni (93,4%)
     Evrei (2,8%)
     Altă etnie (0,67%)
Componența confesională a comunei Mosoreni
     Ortodocși (96,37%)
     Mozaici (2,8%)
     Altă religie (0,83%)
Conform recensământului efectuat în 1930, populația comunei Mosoreni se ridica la 750 locuitori. Majoritatea locuitorilor erau ruteni (93,40%), cu o minoritate de români (3,13%) și una de evrei (2,80%). Alte persoane s-au declarat: polonezi (2 persoane) și maghiari (2 persoane). Din punct de vedere confesional, majoritatea locuitorilor erau ortodocși (96,37%), dar existau și mozaici (2,80%). Alte persoane au declarat: romano-catolici (2 persoane), greco-catolici (2 persoane) și reformați\calvini (1 persoană).